# Riddarroman
Riddarroman, riddarepos eller romans är en typ av medeltida, europeisk skönlitterär berättelse på vers (epos) med riddare som huvudperson.
Den internationella termen romans är fransk. Genren uppstod på det fornfranska språket i Frankrike i början av det andra årtusendet och till en början avsåg begreppet litteratur skriven på romanska språk sprungna ur vulgärlatinet. Litteratur på occitanska, medeltida spanska och italienska samt "normandisk engelska" följde innan genren togs upp i germanskpråkiga riken. Genren har höviska motiv, vanligen med riddare och damer, fabeldjur som drakar, och kan vid sidan av ambitionen att underhålla även ha haft ett fostrande syfte. Den är en direkt föregångare till renässansens hjältelitteratur (och till renässansens riddarsatirer) samt till stor del förebild för den moderna hjälteromanen inom fantastiken.
Riddareposen har det gemensamt att de handlar om en riddare (eller motsvarigheten till en sådan om handlingen sökte sig längre tillbaka än medeltiden) som ställs inför en svår prövning som han övervinner och att han vid romanens slut framstår som den borne hjälten. Det förekommer i huvudsak tre genrer som fått franska beteckningar:
- romans bretons, (bretonsk roman) inspirerade av keltiska legender (Tristan och Isolde från respektive Kung Artur var typiskt återkommande motiv som blommade upp under sent 1000-tal / tidigt 1100-tal);
- romans antiques, forntidsromanen – skrevs på medeltiden men inspirerades och lånade material från forntiden och antiken [2] och var inspirerad av den klassiska epiken (som till exempel Iliaden och Odysséen är exempel på);
- romans d’adventure (äventyrsromaner) utspelade sig i exotiska miljöer.

Karaktärerna var mycket statiska och riddarromanerna anses ha spelat en fostrande roll och visat hur en god riddare bör handla och vara. Ett centralt motiv är motsättningen mellan den höviska sublimiteten och den ohöviska naturligheten.
En framstående författare var hovdiktaren Chrestien de Troyes som bland annat skrev Parsifal och Riddaren med kärran. Tristan och Isolde är en berömd roman breton liksom Robin och Marion av Adam de la Halle. De flesta författarna tycks ha varit hovskalder.
De första riddarromanerna i Sverige var Eufemiavisorna från 1300-talets början, Herr Ivan, Hertig Fredrik av Normandie och Flores och Blanzeflor (1312). De nordiska riddarromanerna skilde sig från de kontinentala, framför allt vad beträffar de könsroller som förmedlades.